# 科斯特里日夫卡
48°39′10″N 25°42′24″E / 48.65278°N 25.70667°E

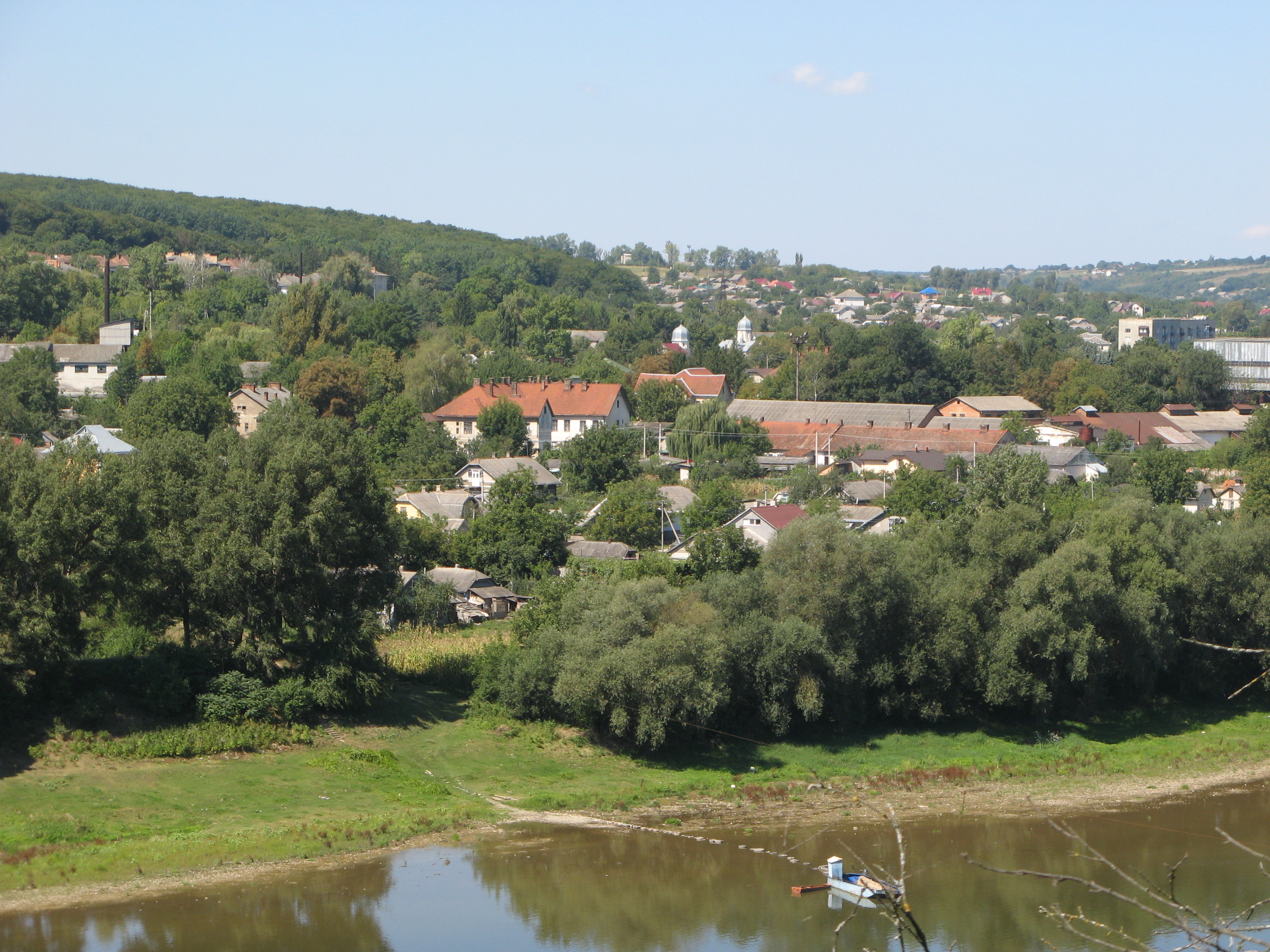
科斯特里日夫卡

科斯特里日夫卡（烏克蘭語：Кострижівка），是烏克蘭西南部切爾諾夫策州切尔诺夫策区科斯特里日夫卡市镇内的市級鎮及其行政中心。處於德涅斯特河右岸，面積4.3平方公里，海拔高度164米，2009年人口2,815，人口密度每平方公里654.65人。